# 382
382 (CCCLXXXII) fue un año común comenzado en sábado del calendario juliano, en vigor en aquella fecha.
En el Imperio romano, el año fue nombrado como el del consulado de  Antonio y Siagrio, o menos comúnmente, como el 1135 Ab urbe condita, adquiriendo su denominación como 382 a principios de la Edad Media, al establecerse el anno Domini.

## Acontecimientos
- 3 de octubre - Teodosio I firma la paz con los visigodos permiténdoles establecerse al sur del Danubio.
- Graciano, emperador romano de Occidente renuncia al título de Pontífice Máximo y quita el altar de la Victoria que estaba en el Senado romano.[1]